# ستيف جولدسميث
ستيف جولدسميث (19 ديسمبر 1964 في المملكة المتحدة - ) (بالإنجليزية: Steve Goldsmith)‏ هو لاعب كريكت بريطاني. لعب مع نادي مقاطعة ديربيشاير للكريكت ‏ وKent County Cricket Club ‏ وNorfolk County Cricket Club ‏.

## وصلات خارجية
- ستيف جولدسميث على موقع إي آس بي آن كريك إنفو (الإنجليزية)